# Barbus lauzannei
Barbus lauzannei és una espècie de peix cipriniforme de la família dels ciprínids.

## Morfologia
Els mascles poden assolir els 10,8 cm de longitud total.

## Distribució geogràfica
Es troba al riu Loffa (Guinea i Libèria) i al riu Saint Paul (Libèria).